# SIG Sauer P239
A SIG Sauer P239 é uma pistola semiautomática projetada e fabricada pela SIG Sauer - tanto a SIG Sauer GmbH na Alemanha como a SIG Sauer Inc. de New Hampshire, Estados Unidos. Foi produzida de 1996 a 2018 e oferecida em três calibres: 9x19mm Parabellum, .357 SIG e .40 S&W. 
A P239 tornou-se popular nos Estados Unidos como uma pistola de porte oculto.

## Especificação
A P239 possui um cano de 91 mm (3,6 pol.), comprimento total de 168 mm (6,6 pol.) e altura de 132 mm (5,2 pol.), Pesando aproximadamente 710-770 g (25-27 oz) vazios, dependendo do calibre. O carregador incluído é de pilha única tem capacidade para 8 cartuchos (9 × 19 mm) ou 7 cartuchos (.357 SIG ou 0,40 S&W). A P239 estava inicialmente disponível como ação dupla / simples (DA / SA); posteriormente, também foi oferecido como dupla ação (DAO).

## Variantes

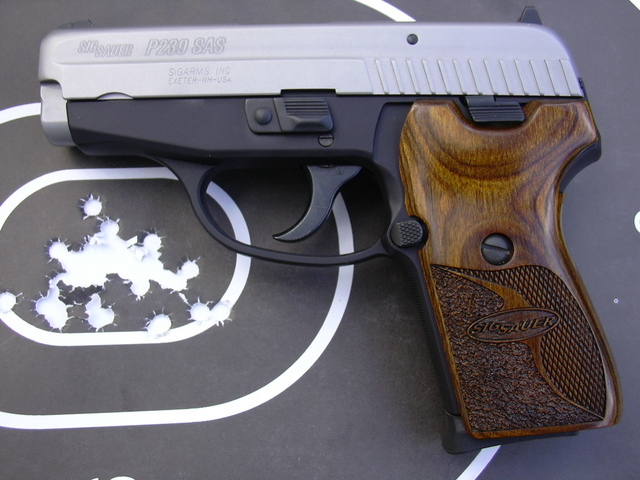
SIG P239 SAS

- P239 DAK - esta variante possui um gatilho Double Action Kellerman (DAK).[3]
- P239 SAS - uma variante SIG Anti-Snag (SAS) com "um perfil ultra suave e sem atritos" para transporte oculto.[4]
- P239 Tático - esta variante inclui um cano de rosca de 4,0 polegadas (100 mm) (para uso com um silenciador), gatilho de reset curto (SRT) e carregador estendido de 10 munições opcional; só está disponível em 9×19mm Parabellum.[5][6]

## Usuários
Em 2004, a U.S. Immigration and Customs Enforcement (ICE) contratou a SIG Sauer para a compra de até 65.000 pistolas, entre elas a P239 de calibre .40 de dupla ação (DAO).
O Naval Criminal Investigative Service (NCIS) da Marinha dos EUA comprou pistolas P239 em calibre .40 (juntamente com pistolas P229 com gatilhos Double Action Kellerman) para substituir as antigas pistolas M11 de 9 mm.